# Ситный
Ситный (укр. Сітний) — село в Ясинянской поселковой общине Раховского района Закарпатской области Украины.
Население по переписи 2001 года составляло 142 человека. Почтовый индекс — 90640. Телефонный код — 3132. Занимает площадь 0,320 км². Код КОАТУУ — 2123683002.